# Ja! (lied)
Ja! is een lied van de Nederlandse rapper Bizzey in samenwerking met rappers Kraantje Pappie en Chivv en producer Yung Felix. Het werd in 2018 als single uitgebracht en stond in hetzelfde jaar als tweede track op het album November van Bizzey. 

## Achtergrond
Ja! is geschreven door Leo Roelandschap, Alex van der Zouwen, Felix Laman en Chyvon Pala en geproduceerd door Yung Felix. Het is een nummer uit het genre nederhop. In het lied rappen de artiesten over een vrouw die de liedverteller wel ziet zitten en die seksueel danst en over de dingen die ze met haar willen doen. In de bijbehorende videoclip wordt televisieprogramma Ik hou van Holland geparodieerd. Dit wordt gedaan door de artiesten zelf en onder andere vloggers Défano Holwijn, Vonneke Bonneke en YousToub en Rapper Sjors. De single heeft in Nederland de dubbel platina status.
Het is de eerste keer dat de vier artiesten tegelijkertijd op een nummer te horen zijn, een samenwerking die ze in 2019 herhaalden op Last man standing. Er werd wel al voor Ja! onderling meerdere keren samengewerkt. Zo stonden Bizzey en Kraantje Pappie al samen op De manier en Traag. Deze samenwerking werd later meerdere malen herhaald, onder andere op Ik heb je nodig, Drup, Hockeymeisjes en Zin in de zomer man. Voor Chivv en Bizzey was het hun eerste hit samen, maar ook zij gingen de samenwerking na Ja! nog een keer aan. Naast Last man standing ook nog op Millie's en Ze willen mee. Bizzey en Yung Felix waren voor en na Ja! ook meerdere keren op een track te horen. De grootste hits hiervan zijn Badman Ollo, Coca en Baby momma. 

## Hitnoteringen
De artiesten hadden groot succes met het lied in de hitlijsten van het Nederlands taalgebied. Het piekte op de eerste plaats van de Single Top 100 en stond twee weken op deze plaats. In totaal stond het 23 weken in deze hitlijst. In de Nederlandse Top 40 kwam het tot de vijfde plaats in de twaalf weken dat het er in te vinden was. In de Vlaamse Ultratop 50 was er geen notering. Het kwam hier tot de tweede plaats van de Ultratip 100.